# Dubodiel
Dubodiel (hongrois : Trencséntölgyes) est un village de Slovaquie situé dans la région de Trenčín.

## Histoire
La première mention écrite du village date de 1439.

## Démographie

### Évolution de la population
| Année:               | 1994. | 2004.   | 2014.   | 2024.   |
| -------------------- | ----- | ------- | ------- | ------- |
| Nombre de personnes: | 903   | 922     | 950     | 1031    |
| Différence:          |       | +2,10 % | +3,03 % | +8,52 % |

| Année:               | 2023. | 2024.   |
| -------------------- | ----- | ------- |
| Nombre de personnes: | 1023  | 1031    |
| Différence:          |       | +0,78 % |